# Avro York
Avro York je bilo britansko štirimotorno propelersko transportno letalo, ki je bilo razvito iz težkega bombnika Avro Lancaster. V uporabi je bil med letoma 1943 in 1964, uporabljal se je tudi kot potniško letalo. Delo na letalu Type 685 se je začelo leta 1941. Uporabili so krila, rep in podvozje od Lancasterja, namestili pa so nov in večji trup kvadratnega preseka. 
Zgradili so 50 civilnih in 208 vojaških letal.

## Specifickacije (Avro York)
Podatki iz Jane's Fighting Aircraft of World War II
Splošne karakteristike
- Posadka: 5 (dva pilota, navigator, radio operater, stevardesa)
- Število sedežev: 56 potnikov
- Tovor: 20000 lb (9100 kg)
- Dolžina: 78 ft 6 in (23,9 m)
- Razpon kril: 102 ft 0 in (31,1 m)
- Višina: 16 ft 6 in (5 m)
- Površina kril: 1,297 ft² (120,5 m²)
- Teža praznega letala: 40000 lb (18150 kg)
- Naložena teža: 65000 lb (29480 kg)
- Pogon letala: 4 ×  tekočinsko hlajeni 12-valjni V-motor Rolls-Royce Merlin 24, 1280 KM (955 kW)  vsak

 Zmogljivost 
- Maks. hitrost: 298 mph (258 kn, 479 km/h) na 21000 ft (6400 m)
- Doseg: 3000 milj (2600 nmi, 4800 km)
- Višina leta: 23000 ft (7010 m)
- Hitrost vzpenjanja: 820 ft/min (4,2 m/s)
- Obremenitev kril: 54 lb/ft² (260 kg/m²)
- Razmerje moč/teža: 0,079 KM/lb (130 W/kg)